# Área metropolitana de Montevideo
El área metropolitana de Montevideo comprende todas aquellas aglomeraciones urbanas que se encuentran próximas o conurbadas con Montevideo, capital de Uruguay, y que pertenecen tanto al departamento de Montevideo, como a los de Canelones y San José. 
En el año 2023, se estimó una población final para el  Área Metropolitana de Montevideo de 1 860 000 habitantes (53% de los 3 500 000 habitantes del Uruguay según los resultados definitivos del censo de 2023).[cita requerida] La región metropolitana de Montevideo, concepto diferente al de área metropolitana, superaba el 66% de la población total del Uruguay en 2023. En dicha región, habitan una cantidad de 2 400 000 habitantes. Los límites de la región metropolitana superan ampliamente los límites del área metropolitana o conurbación de Montevideo y se extienden por los departamentos de Canelones, San José, Florida, Lavalleja y Maldonado (donde se encuentra la segunda área metropolitana del Uruguay con más de 200 000 habitantes según el censo de 2023). El área metropolitana de Maldonado-Punta del Este-San Carlos está en proceso de unión con el área metropolitana de Montevideo, conformando una gran metrópoli policéntrica. 
En su mayoría son pueblos o pequeñas ciudades a excepción de Las Piedras con 70 000 habitantes, Ciudad de la Costa con 130 000 o Pando-Barros Blancos con 70 000 (censo 2023/datos preliminares/no definitivos con margen de omisión del 3,9%), que viven o dependen económicamente de la mayor ciudad del país. En este sentido, Montevideo juega un papel importante en la economía nacional pero, de algún modo, funciona de motor en la zona meridional por ser un puerto comercial o por constituir un destacado sector cultural e industrial.
De una forma más ambigua, se habla del área metropolitana como la continuación de la ciudad de Montevideo enmarcada en numerosos emplazamientos que se hallan próximos el uno del otro, destacándose Ciudad de la Costa hacia el este y pueblos como Barros Blancos, Empalme Olmos, Toledo, Progreso o Juanicó, entre otros, rumbo al norte y noreste. Ciudades importantes como Pando, Canelones, La Paz, Las Piedras y Progreso, situadas en el margen septentrional de la zona y pertenecientes al departamento de Canelones, también forman parte de esta área metropolitana.
Desde mediados de la década de 1990 la mayoría del área comparte el mismo prefijo telefónico (2), que antes sólo correspondía a la capital propiamente dicha. Esto permitió que cualquier llamada realizada entre números telefónicos del área metropolitana tuviera el  costo de una llamada local. Hasta entonces, regían entre esas localidades las tarifas para llamadas de larga distancia.
En otro régimen, el área rural montevideana, que supone alrededor de un 60% de la superficie total del departamento homónimo, también forma parte del sector metropolitano. Muchos de sus habitantes trabajan en la capital y residen en predios rurales o ciudades de Canelones.
Se incluye también dentro del área metropolitana el sector sureste del departamento de San José, debido a que limita con Montevideo por el oeste y actúa como residencia de miles de personas que trabajan en el distrito capitalino. En particular, la zona de Ciudad del Plata con 45.000 habitantes (censo 2023), es muy populosa y extendida, separada de Montevideo apenas por el puente de la Barra de Santa Lucía.
Desde el punto de vista estrictamente administrativo, el área metropolitana abarca todo el territorio del departamento de Montevideo, la totalidad de trece municipios de Canelones y otros ocho parcialmente; junto al municipio de Ciudad del Plata y parcialmente el de Libertad, en el departamento de San José. 
Según el Instituto Nacional de Estadísticas, la población del departamento de Montevideo en 2023 era de 1.302.950 habitantes, pero considerando su área metropolitana, alcanzaría  1.862.966 habitantes, lo que corresponde al 53,2% del total nacional.

## Cuadro de población
Localidades organizadas en orden decreciente de población (población total del municipio, salvo que se indique lo contrario). 
| \| Localidad censal \| Habitantes en 2023 \| Superficie del municipio \| \| ------------------------- \| ------------------ \| -------------------------------- \| \| Montevideo \| 1 302 950 \| 530 km² \| \| Ciudad de la Costa \| 114 633 \| 77 km² \| \| Las Piedras \| 61 982 \| 54 km² \| \| Pando \| 39 748 \| 115 km² \| \| Ciudad del Plata \| 39 108 \| 126 km² \| \| Salinas \| 36 343 \| 84 km² \| \| Barros Blancos \| 33 818 \| 23 km² \| \| El Pinar \| 27 190 \| (incluido en Ciudad de la Costa) \| \| Canelones \| 24 185 \| (sólo la localidad homónima) \| \| 18 de Mayo \| 24 161 \| 11 km² \| \| Lomas de Solymar \| 22 525 \| (Incluido en Ciudad de la Costa) \| \| La Paz \| 22 441 \| 33 km² \| \| Solymar \| 22 340 \| (Incluido en Ciudad de la Costa) \| \| Toledo \| 21 409 \| 30 km² \| \| Joaquín Suárez \| 20 990 \| 44 km² \| \| Nicolich \| 19 562 \| 21,5 km² \| \| Parque del Plata \| 18 600 \| 16 km² \| \| Paso Carrasco \| 17 586 \| 24 km² \| \| Progreso \| 15 999 \| 78 km² \| \| Atlántida \| 14 246 \| 147 km² \| \| Sauce \| 14 027 \| 285 km² \| \| General Seregni \| 11 582 \| (Incluido en Nicolich) \| \| Villa Crespo y San Andrés \| 10 609 \| (Incluido en Toledo) \| \| Casarino \| 9560 \| (Incluido en Joaquín Suárez) \| \| Parque Carrasco \| 9171 \| (Incluido en Ciudad de la Costa) \| \| Neptunia \| 9146 \| (Incluido en Salinas) \| \| Lagomar \| 8835 \| (Incluido en Ciudad de la Costa) \| \| Pinamar - Pinepark \| 8727 \| (Incluido en Salinas) \| \| San José de Carrasco \| 8535 \| (Incluido en Ciudad de la Costa) \| \| Empalme Olmos \| 7817 \| 104 km² \| \| Los Cerrillos \| 7662 \| 264 km² \| \| Barra de Carrasco \| 6559 \| (Incluido en Paso Carrasco) \| \| Las Toscas \| 5425 \| (Incluido en Parque del Plata) \| \| Marindia \| 5359 \| (Incluido en Salinas) \| \| Villa Aeroparque \| 4434 \| (Incluido en Nicolich) \| \| Shangrilá \| 3610 \| (Incluido en Ciudad de la Costa) \| \| Colinas de Solymar \| 3349 \| (Incluido en Ciudad de la Costa) \| \| La Floresta \| 3146 \| (sólo la localidad homónima) \| \| Estación Atlántida \| 2397 \| (Incluido en Atlántida) \| \| City Golf \| 1822 \| (Incluido en Atlántida) \| \| Costa Azul \| 1776 \| (Incluido en La Floresta) \| \| Santa Teresita de Suárez \| 1705 \| (Incluido en Suárez) \| \| Villa San José \| 1560 \| (Incluido en Toledo) \| \| Estación La Floresta \| 1463 \| (Incluido en La Floresta) \| \| Juanicó \| 1453 \| (sólo la localidad homónima) \| \| Villa Felicidad \| 1344 \| (Incluido en Progreso) \| \| Villa Argentina \| 1274 \| (Incluido en Atlántida) \| \| Totoral del Sauce \| 1162 \| (Incluido en Sauce) \| \| El Bosque \| 1138 \| (Incluido en Ciudad de la Costa) \| \| Bello Horizonte \| 1132 \| (Incluido en La Floresta) \| \| Villa El Tato \| 997 \| (Incluido en Colonia Nicolich) \| \| Barrio Cópola \| 826 \| (Incluido en La Paz) \| \| Lomas de Carrasco \| 806 \| (Incluido en Pando) \| \| Estanque de Pando \| 770 \| (Incluido en Pando) \| \| Jardines de Pando \| 756 \| (Incluido en Pando) \| \| Villa Porvenir \| 665 \| (Incluido en Toledo) \| \| Olmos \| 662 \| (Incluido en Empalme Olmos) \| \| Seis Hermanos \| 653 \| (Incluido en Toledo) \| \| Costa y Guillamón \| 550 \| (Incluido en La Paz) \| \| Villa Paz S.A. \| 542 \| (Incluido en La Paz) \| \| La Lucha \| 492 \| (Incluido en La Paz) \| \| San Bernardo \| 456 \| (Incluido en Pando) \| \| Parada Cabrera \| 409 \| (incluido en Juanicó) \| \| Piedra del Toro \| 332 \| (Incluido en Empalme Olmos) \| \| Fortín de Santa Rosa \| 296 \| (Incluido en Salinas) \| \| Villa Hadita \| 235 \| (Incluido en Joaquín Suárez) \| \| Instituto Adventista \| 183 \| (Incluido en Progreso) \| \| La Asunción \| 180 \| (incluido en Colonia Nicolich) \| \| Barrio Remanso \| 178 \| (incluido en Juanicó) \| \| Altos de la Tahona \| 168 \| (incluido en Colonia Nicolich) \| \| Fracc. Progreso \| 145 \| (Incluido en Progreso) \| \| Carmel \| 80 \| (Incluido en Colonia Nicolich) \| \| Haras del Lago \| 68 \| (Incluido en Colonia Nicolich) \| \| Quintas del Bosque \| 57 \| (Incluido en Colonia Nicolich) \| \| Colinas de Carrasco \| 56 \| (Incluido en Colonia Nicolich) \| \| Villa Juana \| 44 \| (Incluido en Salinas) \| \| Total \| 1.862.966 \| 1641 km² \| |                    |                                  |
| Localidad censal | Habitantes en 2023 | Superficie del municipio         |
| Montevideo | 1 302 950          | 530 km²                          |
| Ciudad de la Costa | 114 633            | 77 km²                           |
| Las Piedras | 61 982             | 54 km²                           |
| Pando | 39 748             | 115 km²                          |
| Ciudad del Plata | 39 108             | 126 km²                          |
| Salinas | 36 343             | 84 km²                           |
| Barros Blancos | 33 818             | 23 km²                           |
| El Pinar | 27 190             | (incluido en Ciudad de la Costa) |
| Canelones | 24 185             | (sólo la localidad homónima)     |
| 18 de Mayo | 24 161             | 11 km²                           |
| Lomas de Solymar | 22 525             | (Incluido en Ciudad de la Costa) |
| La Paz | 22 441             | 33 km²                           |
| Solymar | 22 340             | (Incluido en Ciudad de la Costa) |
| Toledo | 21 409             | 30 km²                           |
| Joaquín Suárez | 20 990             | 44 km²                           |
| Nicolich | 19 562             | 21,5 km²                         |
| Parque del Plata | 18 600             | 16 km²                           |
| Paso Carrasco | 17 586             | 24 km²                           |
| Progreso | 15 999             | 78 km²                           |
| Atlántida | 14 246             | 147 km²                          |
| Sauce | 14 027             | 285 km²                          |
| General Seregni | 11 582             | (Incluido en Nicolich)           |
| Villa Crespo y San Andrés | 10 609             | (Incluido en Toledo)             |
| Casarino | 9560               | (Incluido en Joaquín Suárez)     |
| Parque Carrasco | 9171               | (Incluido en Ciudad de la Costa) |
| Neptunia | 9146               | (Incluido en Salinas)            |
| Lagomar | 8835               | (Incluido en Ciudad de la Costa) |
| Pinamar - Pinepark | 8727               | (Incluido en Salinas)            |
| San José de Carrasco | 8535               | (Incluido en Ciudad de la Costa) |
| Empalme Olmos | 7817               | 104 km²                          |
| Los Cerrillos | 7662               | 264 km²                          |
| Barra de Carrasco | 6559               | (Incluido en Paso Carrasco)      |
| Las Toscas | 5425               | (Incluido en Parque del Plata)   |
| Marindia | 5359               | (Incluido en Salinas)            |
| Villa Aeroparque | 4434               | (Incluido en Nicolich)           |
| Shangrilá | 3610               | (Incluido en Ciudad de la Costa) |
| Colinas de Solymar | 3349               | (Incluido en Ciudad de la Costa) |
| La Floresta | 3146               | (sólo la localidad homónima)     |
| Estación Atlántida | 2397               | (Incluido en Atlántida)          |
| City Golf | 1822               | (Incluido en Atlántida)          |
| Costa Azul | 1776               | (Incluido en La Floresta)        |
| Santa Teresita de Suárez | 1705               | (Incluido en Suárez)             |
| Villa San José | 1560               | (Incluido en Toledo)             |
| Estación La Floresta | 1463               | (Incluido en La Floresta)        |
| Juanicó | 1453               | (sólo la localidad homónima)     |
| Villa Felicidad | 1344               | (Incluido en Progreso)           |
| Villa Argentina | 1274               | (Incluido en Atlántida)          |
| Totoral del Sauce | 1162               | (Incluido en Sauce)              |
| El Bosque | 1138               | (Incluido en Ciudad de la Costa) |
| Bello Horizonte | 1132               | (Incluido en La Floresta)        |
| Villa El Tato | 997                | (Incluido en Colonia Nicolich)   |
| Barrio Cópola | 826                | (Incluido en La Paz)             |
| Lomas de Carrasco | 806                | (Incluido en Pando)              |
| Estanque de Pando | 770                | (Incluido en Pando)              |
| Jardines de Pando | 756                | (Incluido en Pando)              |
| Villa Porvenir | 665                | (Incluido en Toledo)             |
| Olmos | 662                | (Incluido en Empalme Olmos)      |
| Seis Hermanos | 653                | (Incluido en Toledo)             |
| Costa y Guillamón | 550                | (Incluido en La Paz)             |
| Villa Paz S.A. | 542                | (Incluido en La Paz)             |
| La Lucha | 492                | (Incluido en La Paz)             |
| San Bernardo | 456                | (Incluido en Pando)              |
| Parada Cabrera | 409                | (incluido en Juanicó)            |
| Piedra del Toro | 332                | (Incluido en Empalme Olmos)      |
| Fortín de Santa Rosa | 296                | (Incluido en Salinas)            |
| Villa Hadita | 235                | (Incluido en Joaquín Suárez)     |
| Instituto Adventista | 183                | (Incluido en Progreso)           |
| La Asunción | 180                | (incluido en Colonia Nicolich)   |
| Barrio Remanso | 178                | (incluido en Juanicó)            |
| Altos de la Tahona | 168                | (incluido en Colonia Nicolich)   |
| Fracc. Progreso | 145                | (Incluido en Progreso)           |
| Carmel | 80                 | (Incluido en Colonia Nicolich)   |
| Haras del Lago | 68                 | (Incluido en Colonia Nicolich)   |
| Quintas del Bosque | 57                 | (Incluido en Colonia Nicolich)   |
| Colinas de Carrasco | 56                 | (Incluido en Colonia Nicolich)   |
| Villa Juana | 44                 | (Incluido en Salinas)            |
| Total | 1.862.966          | 1641 km²                         |